# Farkas Miklós (matematikus)
Farkas Miklós (Budapest, 1932. június 15. – Budapest, 2007. augusztus 28.) magyar matematikus, egyetemi tanár.

## Életpályája
Az ELTE-n szerzett matematikusi diplomát 1954-ben. Hajós György tanítványaként differenciálgeometria témából lett kandidátus 1957-ben, majd 1974-ben akadémiai doktori értekezését „Autonóm rendszerek periodikus perturbációiról" címmel  védte meg 1973-ban. Ötven évig volt a Budapesti Műszaki Egyetem oktatója, a Gépészmérnöki Kar Matematika Tanszékének vezetője, majd emeritus professzora. Tanszékvezetőként iskolateremtő egyéniség volt. A BME Matematikai Intézetének 1996-os megalakulásával Farkas Miklós és kutatócsoportja elismeréseként az általa létrehozott kutatócsoport alapjain jött létre az intézet Anlízis és Differenciálegyenletek Tanszék, amelynek első vezetője lett. Béda Gyula mellett Farkas Miklós nevéhez fűződik a matematikusmérnök-képzés bevezetése a BME Gépészmérnöki Karán az 1970-es években.

## Munkássága
Fő kutatási területe a differenciálegyenletekhez kötődik. 77 szakcikket publikált (ezekból 64 szerepel a MathSciNet, 65 pedig a zbMATH nemzetközi adatbázisban), továbbá 15 tankönyvet és egyetemi jegyzetet, négy könyvet (hármat angol nyelven), közülük egyet a Springer, egyet pedig az Academic Press adott ki. Főszerkesztője volt a Matematikai kislexikonnak (Műszaki Könyvkiadó, Budapest, 1972). Sokat foglalkoztatta a matematika tanításának kérdése, sokat tett az műszaki egyetemi oktatás korszerűsítéséért.

### Könyvei
- Speciális függvények, Műszaki Könyvkiadó, Budapest, 1964, 416 oldal.
- Introduction to Linear Algebra, Adam Hilger Ltd. & Akadémiai Kiadó, London & Budapest, 1975, pp. 205. (szerzőtárs: I. Farkas)
- Periodic Motions, Springer, Berlin, 1994, pp. 577.
- Dynamical Models in Biology, Academic Press, New York, 2001, pp. 200.